# 1980 a jogalkotásban
1980-ban az alábbi jogszabályokat alkották meg:

## Magyarország

### Törvények (5)
- 1980. évi I. törvény 	 az atomenergiáról
- 1980. évi II. törvény 	 a Magyar Népköztársaság 1979. évi költségvetésének végrehajtásáról
- 1980. évi III. törvény 	 a népgazdaság hatodik ötéves tervéről
- 1980. évi IV. törvény 	 A Magyar Népköztársaság 1981. évi költségvetéséről és a tanácsok 1981–85. évi pénzügyi tervéről
- 1980. évi V. törvény 	 a honvédelemről szóló 1976. évi I. törvény módosításáról

### Törvényerejű rendeletek (20)
- Forrás: Törvényerejű rendeletek teljes listája (1949 - 1989)
- 1980. évi 1. tvr. 	 a Magyar Népköztársaság Kormánya és a Panamai Köztársaság Kormánya között Panama-városban, az 1976. évi október hó 17. napján aláírt kulturális és tudományos együttműködési egyezmény kihirdetéséről[1]
- 1980. évi 2. tvr. 	 a Magyar Népköztársaság és a Román Szocialista Köztársaság között a kettős állampolgárság eseteinek megoldásáról és megelőzéséről Bukarestben, az 1979. évi június hó 13. napján aláírt egyezmény kihirdetéséről
- 1980. évi 3. tvr. 	 az 1968. évi november hó 8. napján Bécsben aláírásra megnyitott Közúti Közlekedési Egyezmény kihirdetéséről
- 1980. évi 4. tvr. 	 az 1968. évi november hó 8. napján Bécsben aláírásra megnyitott Közúti Jelzési Egyezmény kihirdetéséről
- 1980. évi 5. tvr. 	 az 1968. évi november hó 8. napján Bécsben aláírásra megnyitott Közúti Közlekedési Egyezményt kiegészítő európai Megállapodás kihirdetéséről
- 1980. évi 6. tvr. 	 az 1968. évi november hó 8. napján Bécsben aláírásra megnyitott Közúti Jelzési Egyezményt kiegészítő európai Megállapodás kihirdetéséről
- 1980. évi 7. tvr. 	 az „Életbiztonság a tengeren” tárgyban Londonban, az 1960. évi június hó 17. napján kelt Egyezmény kihirdetéséről szóló 1970. évi 16. törvényerejű rendelet hatályon kívül helyezéséről
- 1980. évi 8. tvr. 	 a Magyar Népköztársaság és a Vietnami Szocialista Köztársaság között Hanoiban, az 1979. évi október hó 11. napján aláírt Konzuli Egyezmény kihirdetéséről
- 1980. évi 9. törvényerejű rendelet 	 a Magyar Népköztársaság és a Bolgár Népköztársaság között a növényvédelem és a zárszolgálat terén való együttműködésről szóló egyezményt kihirdető 1969. évi 15. törvényerejű rendelet hatályon kívül helyezéséről
- 1980. évi 10. törvényerejű rendelet a Magyar Népköztársaság minisztériumainak felsorolásáról szóló 1973. évi IV. törvény módosításáról
- 1980. évi 11. törvényerejű rendelet 	 a Magyar Népköztársaság Kormánya és a Szovjet Szocialista Köztársaságok Szövetsége Kormánya között Budapesten, az 1968. évi november hó 16. napján aláírt kulturális és tudományos együttműködési egyezmény kihirdetéséről szóló 1969. évi 20. törvényerejű rendelet hatályon kívül helyezéséről
- 1980. évi 12. törvényerejű rendelet 	 a Magyar Népköztársaság és az Osztrák Köztársaság között a vízgazdálkodási feladatok ellátásához szükséges határátlépések szabályozásáról a Budapesten, 1979. évi február hó 6-án aláírt szerződés kihirdetéséről
- 1980. évi 13. törvényerejű rendelet 	 a Magyar Népköztársaság Kormánya és a Bolgár Népköztársaság Kormánya között Budapesten, az 1965. évi augusztus hó 19. napján aláírt tudományos és kulturális együttműködési egyezmény kihirdetéséről szóló 1966. évi 6. törvényerejű rendelet hatályon kívül helyezéséről
- 1980. évi 14. törvényerejű rendelet 	 a Szabadalmi Együttműködési Szerződés kihirdetéséről
- 1980. évi 15. törvényerejű rendelet 	 a Nemzetközi Polgári Repülésről Chicagóban, 1944. évi december hó 7. napján aláírt Egyezmény módosításáról szóló jegyzőkönyv kihirdetéséről
- 1980. évi 16. törvényerejű rendelet 	 a földértékelésről
- 1980. évi 17. törvényerejű rendelet 	 a bányászatról szóló 1960. évi III. törvény és a villamosenergia fejlesztéséről, átviteléről és elosztásáról rendelkező 1962. évi IV. törvény módosításáról
- 1980. évi 18. törvényerejű rendelet 	 a Magyar Népköztársaság és Japán között a kettős adóztatás elkerülésére a jövedelemadók területén Budapesten, az 1980. évi február hó 13. napján aláírt egyezmény kihirdetéséről (dec. 6.)
- 1980. évi 19. tvr. 	 az Ipari Minisztérium létesítéséről (dec. 6.)
- 1980. évi 20. tvr. 	 a társadalombiztosításról szóló 1975. évi II. törvény egyes rendelkezéseinek módosításáról (dec. 20.)

### NET határozatok
- 1/1980. NET határozat A római Pápai Magyar Egyházi Intézet igazgatójának e tiszte alóli felmentéséhez és új igazgatójának kinevezéséhez szükséges előzetes hozzájárulásról[2]

### Kormányrendeletek
- 1/1980. (I. 16.) MT rendelet  A Kereskedelmi Vámtarifáról szóló 21/1976. (VI. 29.) MT számú rendelet módosításáról[3]
- 2/1980. (I. 16.) MT rendelet az általános vám- és kereskedelmi egyezmény 1979. évi genfi jegyzőkönyvének kihirdetéséről[4]
- 3/1930. (II. 6.) MT rendelet  A magánszemélyek gépjárműhasználatáról
- 4/1980. (II. 6.) MT rendelet A háztáji és kisegítő gazdaságok jövedelemadójáról szerda szóló 36/1976. (X. 17.) MT számú rendelet módosításáról és kiegészítéséről
- 5/1980. (II. 8.) MT rendelet A közületi szervek gépjárműveiről szóló 17/1969. (IV. 24.) Korm. számú rendelet módosításáról[5]
- 11/1980. (IV. 4.) MT rendelet a Magyar Népköztársaság Kormánya és a Szocialista Népi Líbiai Arab Jamahiriya között Tripoliban, az 1979. évi január hó 22. napján aláírt, az egészségügyi együttműködésről szóló egyezmény kihirdetéséről
- 18/1980. (V. 29.) MT rendelet A Magyar Népköztársaság Kormánya és a Máltai Köztársaság Kormánya között Budapesten, az 1978. évi szeptember hó 6. napján aláírt kulturális és tudományos együttműködési egyezmény kihirdetéséről
- 19/1980. (VI. 6.) MT rendelet A növény- és állatfajták állami minősítéséről
- 27/1980. (VII. 15.) MT rendelet A Magyar Népköztársaság Kormánya és a Szovjet Szocialista Köztársaságok Szövetsége Kormánya között Budapesten, az 1979. évi június hó 1. napján aláírt kulturális és tudományos együttműködési egyezmény kihirdetéséről
- 53/1980. (XII. 12.) MT rendelet a Magyar Népköztársaság Kormánya és az Olasz Köztársaság Kormánya között Budapesten, az 1977. évi május hó 16. napján aláírt, a jövedelem- és a vagyonadók területén a kettős adóztatás elkerüléséről és az adóztatás kijátszásának megakadályozásáról szóló egyezmény kihirdetéséről
- 60/1980. (XII. 27.) MT rendelet A Magyar Népköztársaságban és a Lengyel Népköztársaságban kiállított, iskolai végzettséget, valamint tudományos fokozatot tanúsító okiratok egyenértékűségének kölcsönös elismeréséről szóló, Varsóban, 1980. évi április hó 25. napján aláírt megállapodás kihirdetéséről
- 61/1980. (XII. 27.) MT rendelet a Magyar Népköztársaság Kormánya és az Afganisztáni Köztársaság Kormánya között Kabulban, az 1977. évi október hó 16. napján aláírt egészségügyi együttműködésről szóló egyezmény kihirdetéséről

### Egyéb fontosabb jogszabályok

#### Miniszteri rendeletek
- 1/1980. (I. 7.) BkM rendelet A zöldség- és gyümölcs nagykereskedelem kockázati alapjáról[2]
- 1/1980. (X. 7.) KPM rendelet A kikötők létesítéséről, bővítéséről, használatbavételéről, üzembentartásóról és megszüntetéséről
- 2/1980. (I. 7.) KPM—ÁH együttes rendelet Az áruk házhozfuvarozási dijának megállapításáról szóló 8/19(18. (VII. 27.) KPM—ÁH számú rendelet módosításáról
- 1/1980. (I. 7.) MüM rendelet  Egyes dolgozók alapbérének megállapításáról szóló jogszabályok módosításáról
- 2/1980. (I. 7.) MüM rendelet Az 1980. évi munkaszüneti napok körüli munkarendről
- 1/1980. (I. 7.) PM rendelet az élelmiszeripari tartalékalapról szóló 44/1974. (XII. 30.) PM rendelet hatályon kívül helyezéséről[2]
- 1/1980. (I. 11.) ÉVM rendelet Az 1980. évi és az 1981. január havi bérfizetési napokról[6]
- 2/1980. (I. 11.) ÉVM—ÁH rendelet Az építőanyagipari termékek termelői árképzéséről és árvetés készítéséről
- 1/1980. (1. 11.) MÉM—ÁH rendelet A földmérési és térképészeti munkák díjszámításáról
- 2/1980. (I. 11.) MÉM—ÁH rendelet A térképek és térképészeti szolgáltatások árképzéséről
- 3/1980. (I. 11.) MüM-BkM rendelet A belkereskedelem hálózati dolgozói alapbérének megállapításáról szóló rendelkezések alkalmazásáról[6]
- 3/1980. (I. 16.) MÉM—ÁH rendelet A vetőmagvak ás a vetőburgonya nagykereskedelés fogyasztói áráról[3]
- 1/1980. (I. 16.) OVH rendelkezés A vízügyi államigazgatási eljárásról szóló 4/1970. (XII. 18.) ÖVH számú rendelkezés módosításáról
- 2/1980. (I. 16.) OVH rendelkezés Az elvi vízjogi engedélyről[3]
- 3/1980. (I. 19.) ÉVM—ÁH rendelet Az építési-szerelési árakról[7]
- 4/1980. (I. 19.) ÉVM rendelet Az építőipari és az építőanyagipari árkalkulátori képesítésről, továbbá-az árkalkulátori és az árszakértői képesítéshez kötött munkakörökről
- 5/1980. (I. 19.) ÉVM—PM rendelet A szociális követelményeknek meg nem felelő telepek felszámolásáról szóló 2/1965. (II. 18.) ÉM—PM számú együttes rendelet módosításáról
- 1/1980. (I. 19.) NIM rendelet a Gázpalack Biztonsági Szabályzat (GBSZ) hatályba léptetéséről
- 2/1980. (I. 25.) BkM rendelet Egyes belkereskedelmi miniszteri rendeletek és utasítások hatályon kívül helyezéséről[8]
- 6/1980. (I. 25.) ÉVM—KPM rendelet az építőgépkezelő munkakörök képesítéshez kötéséről és az építőgépkezelők képzéséről
- 3/1980. (I. 25.) KPM—ÁH rendelet A Postadíjszabás módosításáról
- 4/1980. (I. 25.) MÉM rendelet A földmérési és térképészeti tevékenységről szóló, az 51/1979. (XII. 20.) MT számú rendelettel módosított 12/1969. (III. 11.) Korm. számú rendelet végrehajtásáról
- 7/1980. (I. 30.) ÉVM rendelet A Munka Törvénykönyvének az építésügyi ágazatban történő végrehajtásáról szóló 19/1971. (VI. 25.) ÉVM számú rendelet módosításáról[9]
- 1/1980. (I. 30.) HM rendelet A polgári védelmi rendeltetésű eszközök kezeléséről
- 4/1980. (I. 30.) KPM—ÁH rendelet Egyes árszabályozó rendeletek hatályon kívül helyezéséről
- 2/1980. (I. 30.) NIM—KPM rendelet A nyári időszámítás bevezetéséről
- 3/1980. (I. 30.) NIM rendelet A kötelező villamosbiztonságtechnikai vizsgálatról
- 1/1980. (I. 30.) OM rendelet Az iskolai taneszközök beszerzéséről és használatáról
- 3/1980. (I. 30.) OVH—ÁH  rendelet A kútfúrási és egyes talajmechanikai fúrási munkák áráról
- 1/1980. (I. 30.) SZOT szabályzat A társadalombiztosításról szóló 1975. évi II. törvény és a 17/1975. (VI. 14.) MT számú rendelet végrehajtása tárgyában kiadott 3/1975. (VI. 14.) SZOT számú szabályzat kiegészítéséről és módosításáról
- 8/1980. (II. 1.) ÉVM rendelet A területrendezési és az építési tervpályázatokról[10]
- 4/1980. (II. 1.) MűM—PM együttes rendelet Az 1980. január 1-én életbe léptetett intézkedések eredményre gyakorolt hatásának meghatározásáról, valamint a bérfejlesztési mutató bázisának megállapításáról
- 2/1980. (II. 1.) P-M—MüM rendelet A kutatási-fejlesztési-termelési társulások létesítésének és működésének pénzügyi feltételeiről
- 5/1980. (II. 6.) KPM—MÉM rendelet A magánszemélyek gépjárműhasználatáról szóló 3/1980. (II. 6.) MT számú rendelet végrehajtásáról[4]
- 5/1980. (II. 6.) MÉM—PM—ÁH  együttes rendelet Az erdők fenntartásának és bővítésének pénzügyi rendjéről
- 3/1980. (II. 6.) PM rendelet A háztáji és kisegítő gazdaságok jövedelemadójáról szóló 36/1976. (X. 17.) MT számú rendelet végrehajtására kiadott 38/1976. (X. 31.) PM számú rendelet módosításáról és kiegészítéséről
- 1/1980. (II. 6.) OKTH  A levegő védelmének az atomerőművel kapcsolatos szabályairól
- 4/1980. (II. 6.) ÖVH—ÁH rendelet A folyami kavics és folyami homok árképzéséről és árvetéskészítéséről
- 6/1980. (II. 8.) KPM rendelet A közületi szervek gépjárműveiről szóló 17/1969. (IV. 24.) Korm. számú rendelet végrehajtására kiadott 4/1969. (VI. 25.) KPM számú rendelet módosításáról[5]
- 6/1980. (III. 6.) MÉM rendelet Az élelmiszeripari gépek higiéniai minősítéséről
- 1/1980. (IX. 10.) EüM rendelet A Munka Törvénykönyve egyes rendelkezéseinek végrehajtásáról[1]
- 9/1980. (II. 10.) ÉVM rendelet Az egyes műszaki előírások hatálybaléptetéséről szóló 24/1972. (XII. 29.) ÉVM számú rendelet módosításáról
- 10/1980. (II. 10.) ÉVM rendelet A magasabb vezető állású dolgozók premizálásáról és jutalmazásáról
- 1/1980. (II. 10.) KGM rendelet Az árkalkulátori képesítésről és az árkalkulátori, valamint árszakértői képesítéshez kötött munkakörökről
- 1/1980. (II. 10.) KM—AH rendelet A múzeumok és kiállítási intézmények belépődíjáról
- 4/1980. (II. 10.) PM rendelet A reprezentációs költségek csökkentéséről
- 6/1980. (III. 6.) MÉM rendelet az élelmiszeripari gépek higiéniai minősítéséről
- 7/1980. (III. 25.) PM rendelet a Pénzintézeti Központ ellátó igazgatóságáról
- 12/1980. (V. 14.) MÉM rendelet Az üzemi földnyilvántartásról
- 13/1980. (VI. 11.) MÉM—HM együttes rendelet A távérzékelés útján nyert adatok és felvételek feldolgozásáról és szolgáltatásáról
- 15/1980. (VI. 20.) MÉM számú rendelet A növény- és állatfajták állami mihősítéséről
- 16/1980. (VII. 23.) MÉM rendelet A mezőgazdasági őrszolgálatról szóló 25/1980. (VI. 27.) MT rendelet végrehajtásáról
- 1/1980. (VIII. 4.) MÉM rendelet A legelőgazdálkodásról
- 11/1979. (X. 17.) EüM rendelet  a főiskolai végzettségű egészség- ügyi dolgozók továbbképzéséről
- 5/1980. (XI. 5.) PM rendelet a szesz adóztatásáról és jövedéki ellenőrzéséről
- 40/1980. (XII. 1.) PM rendelet a 20/1969. (VI. 25.) PM rendelet hatályon kívül helyezéséről
- 41/1980. (XII. 1.) PM rendelet a központi munkásszállás-építési alapról szóló 16/1971. (IV. 10.) PM rendelet hatályon kívül helyezéséről

#### Kormányhatározatok
- 1001/1980. (I. 30.) Mt.—SZOT számú együttes határozat Az üzemi demokrácia egyes kérdéseiről szóló 1018/1977. (V. 7.) Mt.—SZOT számú együttes határozat kiegészítéséről[9]
- 1002/1930. (II. 6.) Mt. h.  A lakosság áruszállítási igényeinek, valamint a mezőgazdasági termeléssel foglalkozó háztáji és kisegítő gazdaságok gépi munkaigényének jobb kielégítéséről[4]
- 1023/1980. (VII. 15.) MT határozat az Állami Tervbizottságról
- 1024/1980. (VII. 15.) MT határozat a Gazdasági Bizottságról